# Chiesa-museo di Santa Croce
Il Museo di Santa Croce  di Umbertide, inaugurato nel 1998, si trova in piazza San Francesco. È affiancato sul lato destro dalla chiesa di San Francesco, da cui prende il nome la piazza, chiesa di impianto gotico e con portale trecentesco. Proseguendo, oltrepassato il chiostro di quest'ultima, si trova la chiesa di San Bernardino, costruita nella prima metà del Quattrocento con la funzione di oratorio. Le tre chiese e il convento costituiscono ancora oggi un unico blocco edilizio, dalle eleganti e differenti tipologie architettoniche, che si affaccia sul lato orientale della piazza.

## Storia della sede

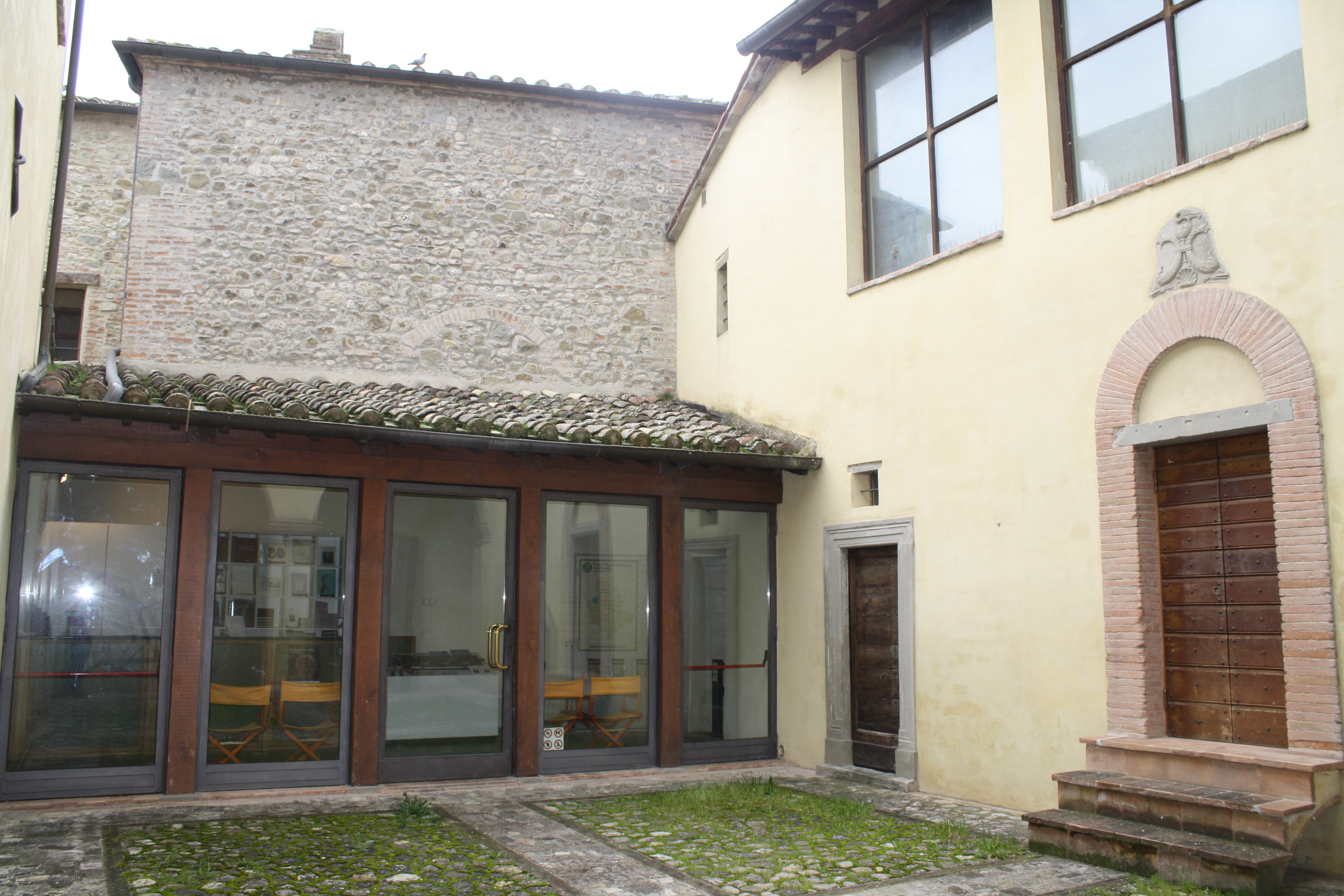
Portico Museo di Santa Croce

### La Confraternita di Santa Croce
A partire dai primi anni del Trecento, quella che oggi è la chiesa di Santa Croce, era al tempo una piccola pieve, adiacente a quella di San Francesco nel Borgo Inferiore di Fratta, che serviva probabilmente come oratorio per la Confraternita dei Disciplinati di Santa Maria. La Confraternita, di matrice laica, viene ricordata per la prima volta nel 1360 con il nome di Santa Maria e Santa Croce e, nel 1556 prese il titolo di Confraternita di Santa Croce.
La Confraternita di Santa Croce è ancora presente ad Umbertide nella prima metà del Novecento. Non ci sono notizie certe riguardo alle sue origini, ma presumibilmente si può fare riferimento ai tempi di San Francesco (1182 -1226) o immediatamente dopo, nel 1260, all'epoca in cui il laico Raniero da Fasani predicava la necessità di fare penitenza flagellandosi a sangue, partecipando in tal modo alle sofferenze del Cristo sulla croce. In questa ottica non è inverosimile pensare che, nelle parrocchie del territorio di Fratta, si siano formate compagnie di penitenti e disciplinati, le quali, col passar del tempo, hanno dato origine a vere e proprie confraternite laiche.
Sembra però essere certo che, sul finire del sec. XIII o all'inizio del XIV sec., era presente a Fratta la Compagnia dei Flagellanti, come attesta un privilegio (riguardo un'indulgenza di 40 giorni) concesso dal vescovo di Gubbio, Pietro di Rosso Gabrielli, recante la data del 1337.
La mancanza di una documentazione attendibile non permette di affermare con assoluta sicurezza che dalla Compagnia dei Flagellanti si è passati alla Confraternita di Santa Maria Nuova ed infine a quella di Santa Croce, ma gli Statuti del 1567 affermano che verso il 1360 alcuni Huomini da bene della Fratta contado di Perugia  si risolverno unitamente a fondare una sancta fraternità et compagnia sotto il nome prima di Santa Maria nova e poi sotto il nome et invocazione della S.ma Croce di Cristo. A Fratta, così come in molti altri posti, le confraternite non possedevano sale dove riunirsi, né avevano un cappellano atto a celebrare i riti religiosi nella chiesa del convento, chiesero perciò aiuto ai francescani e ai domenicani. La Compagnia di Santa Croce era piuttosto ricca avendo sempre beneficiato di lasciti e donazioni; gli introiti derivavano tuttavia anche dalla vendita di terreni, prodotti agricoli, grano in particolare, e affitti. Era impegnata soprattutto in attività di beneficenza attraverso l'Ospedale che gestiva,  detto di Santa Croce o Ospedale di Sotto per distinguerlo da quello di Sant'Erasmo, posto invece nel Borgo Superiore e detto invece Ospedale di Sopra. Entrambi gli Ospedali nel XVI e nel XVII secolo erano della Compagnia ed erano gli unici rimasti rispetto agli otto esistenti nel Quattrocento.
L'ingresso dell'Ospedale di Sotto è ancor oggi visibile in via Soli, dove un'epigrafe tuttora esistente ne attesta la nascita nel 1514. Era un ricovero non molto grande, costituito da una cucina al pianterreno e due camere al piano superiore. Proprio a causa delle modeste dimensioni, in occasione dell'epidemia di peste che colpì la zona durante la Guerra del Granduca del 1644, i pazienti furono trasferiti nel più ampio Ospedale di Sant'Erasmo, che peraltro venne ulteriormente ingrandito per far fronte alle esigenze del momento.  “Quello dello Spedaliere è il principale ufficio di questa Compagnia e i poveri forestieri sani o infermi siano ricevuti con carità e trattati bene in tutte le cose a loro necessarie”. In secondo luogo veniva l'aiuto per i poveri, ai quali era dato tutto il necessario per vivere, come pane, medicine, denaro e quanto altro potesse servire loro. La Confraternita non solo gestiva l'Ospedale ma si occupava anche della scuola pubblica del paese, ospitata in locali attigui. Sopra la scuola vi era l'abitazione del maestro, un ecclesiastico retribuito sia dal Comune, con i contributi versati dai genitori degli alunni, che dalla stessa Confraternita.  Inoltre, la Confraternita contribuiva con le sue ricchezze ad aiutare il Comune, qualora si trovava ad affrontare spese ingenti, come ad esempio quelle sostenute per riparare le mura castellane al bastione sud ovest nel 1635. Per questo non era considerata solo come centro di spiritualità, ma rivestiva grande importanza anche dal punto di vista economico e sociale.
La festività più importante per la Confraternita era il 3 maggio, giorno in cui si celebrava il Ritrovamento della Vera Croce. Successivamente si aggiunsero anche altre feste quali la Presentazione della Vergine(14 novembre) e l'Esaltazione della Santa Croce  (14 settembre). I membri della Confraternita avevano una particolare venerazione per la Croce e la passione di Cristo, essendo la loro chiesa ad esse dedicata. Non è improbabile pertanto che quando a  Luca Signorelli  venne commissionata la pala della Deposizione sia stato suggerito dalla Compagnia stessa all'artista anche il soggetto da realizzare.

### La chiesa di Santa Croce

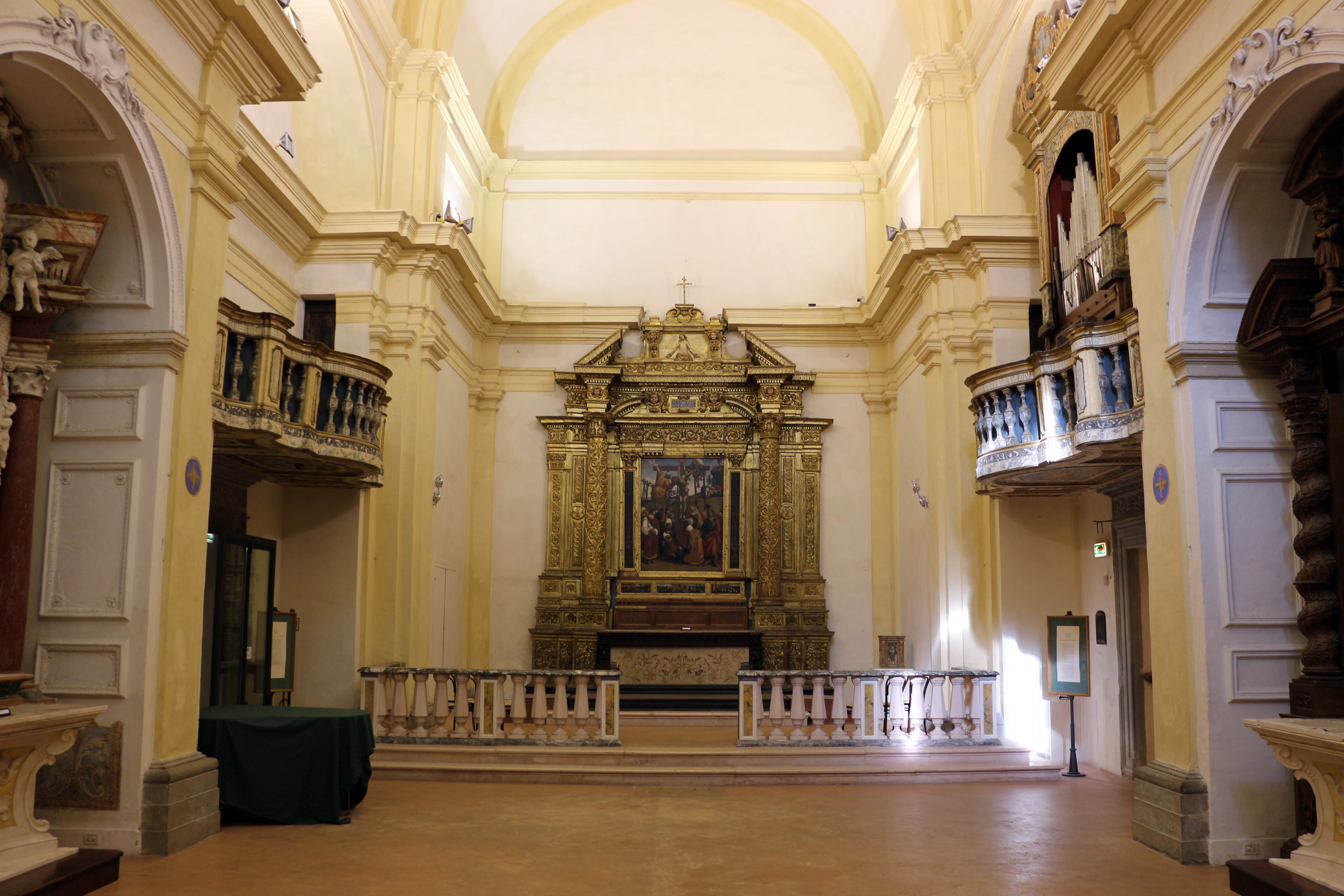
Interno chiesa di santa Croce

La chiesa di Santa Croce, oggi sede del Museo Civico, presenta esternamente linee tardo-barocche tipiche del primo Settecento ed è lunga 23 metri e larga 11. All'interno l'unica navata è impreziosita da tre altari presenti sia nella parete di destra che di sinistra ed un elegante altare maggiore nel Presbiterio. L'aspetto odierno della chiesa è il frutto di vari interventi di ampliamento succedutisi nel corso del tempo.
Agli inizi del XVII secolo la chiesa di Santa Croce manteneva ancora l'aspetto originario di piccola pieve, in posizione arretrata rispetto alla piazza San Francesco sulla quale era affacciata.
Vi erano probabilmente due sole cappelle lungo le pareti laterali. Una si fregiava di un quadro di San Vincenzo, come sembra essere confermato da un appunto allegato ad un atto notarile del 1605 che recita così: Giuseppe Laudati, pittore perugino, dipinse il quadro di San Vincenzo in Santa Croce.
Nell'altra cappella vi era un dipinto raffigurante la Presentazione al Tempio realizzato dal frattigiano Marino Sponta attorno al 1618, anno in cui l'artista ricevette un anticipo di otto scudi. Altri cinque scudi vennero pagati il 21 dicembre del 1620 ed infine è del 19 gennaio 1621 il versamento del saldo di nove scudi.
Tra il 1614 e il 1615 le due cappelle vennero indorate ad opera di Muzio Flori e Berardino Sermigni, anche se tuttavia già nel 1620, non ci è dato sapere per quale motivo, lo stesso Sermigni “si obbliga a rifare le due cappelle……..per scudi sei”.
In seguito, la Confraternita di Santa Croce, una delle più solide dal punto di vista economico, pensò di avviare ulteriori lavori per far trasformare la chiesa, che già in passato aveva subito interventi di ampliamento e ornamento in un luogo di culto ben più maestoso. Tra il 1632 e il 1649 circa si ebbe quindi, ad opera dell'architetto locale Filippo Fracassini, l'ultimo e definitivo ampliamento di quella che un tempo era una piccola cappella officiata dai Padri Agostiniani e già prima del 1338 dedicata al culto della Sacra Croce. Un'annotazione della Confraternita del 1637 dice che essa spese 35 baiocchi per comprare quattro polli da regalare al Cavaliere Massimo per aver concesso di occupare un piede di strada (all'incirca 36centimetri) in occasione dei suddetti lavori di ampliamento. In questa occasione venne acquistato, sempre dai frati francescani, anche il terreno dove sorgono il campanile e la sagrestia.
Il progetto finito conferì alla chiesa il suo aspetto attuale, fatta eccezione per la facciata risalente al primo Settecento.
Nel 1677 due delle cappelle vennero ornate dal maestro stuccatore Giovanni Fontana di Foligno.
Il 12 dicembre 1786 Pio VI stabilì che la parrocchia di Sant’Erasmo fosse trasferita nella chiesa di Santa Croce poiché la chiesa di Sant'Erasmo in cui fino ad allora aveva avuto sede, nel Borgo Superiore di Fratta, versava in condizioni fatiscenti. Angelelli, vescovo della diocesi di Gubbio a cui Santa Croce apparteneva, il 27 giugno 1787 dette esecuzione alle disposizioni papali. Anche gli arredi, la suppellettile e le tele conservate in sant'Erasmo vennero trasferite nella nuova parrocchia. In quest'occasione il vescovo fece rimuovere da un altare l'opera di Tommaso di Villanova per sostituirla con una raffigurante il santo antico protettore della Fratta e a cui era intitolata la parrocchia. Poiché l'immagine di Sant'Erasmo conservata nell'omonima chiesa era rovinata, la diocesi ne commissionò un'altra a proprie spese. Ancora oggi, nel museo di civico Santa Croce, è visibile questa tela, realizzata da mani ignote presumibilmente attorno al 1787 e raffigurante il martirio di Sant'Erasmo.
Nel 1998 la chiesa, dopo interventi di restauro e manutenzione, è divenuta museo civico.

## Le opere

### La Deposizione dalla Croce

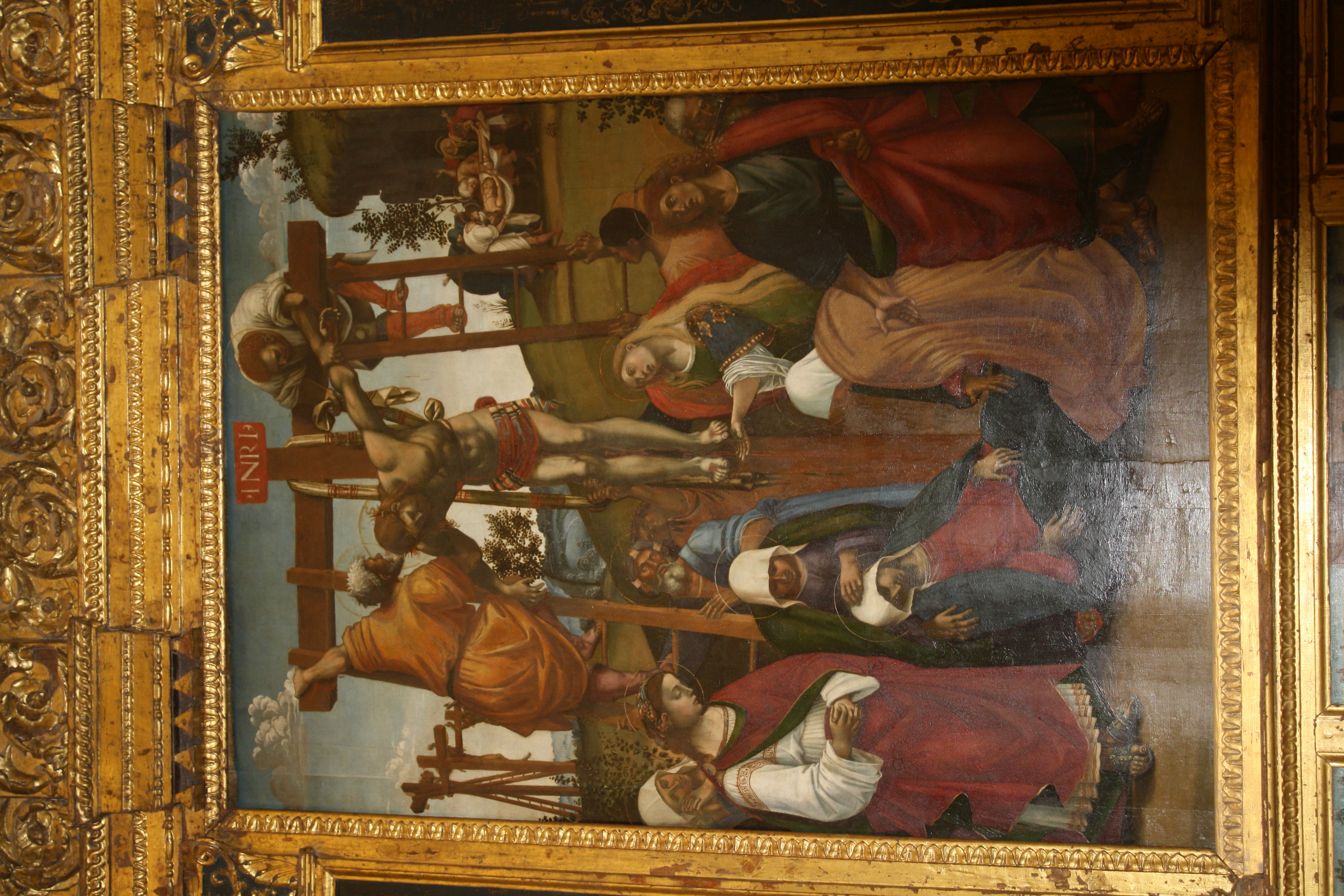
Deposizione dalla Croce-Luca Signorelli

La Confraternita di Santa Croce commissionò a Luca Signorelli la Deposizione dalla Croce nel 1515: i primi documenti riguardanti l'opera sono infatti datati proprio 1515. Questi parlano di un certo notaio, di cui non si fa il nome, il quale venne pagato 4 soldi per stipulare il contratto per la pala e di Censorio di Ser Giovanni, priore della compagnia, il quale prestò alla Confraternita due ducati che versò direttamente al pittore, del quale non si specifica l'identità.  Il dipinto fu terminato entro la fine di luglio 1516, datazione a cui fanno riferimento i documenti relativi ai pagamenti di Luca Signorelli e dei suoi assistenti, conservati nell'archivio della Compagnia.
La Deposizione dalla Croce è collocata ancora oggi sull'altare maggiore della chiesa di Santa Croce per la quale fu dipinta. È firmata sui pilastri laterali dall'autore, LUCAS. SIGN/ORELLUS DE-CO/RTONA PICT/OR PINGEBAT, e l'iscrizione è dipinta in oro in conchiglia su un fondo blu assieme ai capitelli. I pilastri, assieme ai capitelli, la base e la predella, dov'è riportata la data 1516, furono incorporati in una bellissima mostra lignea seicentesca realizzata da Giampiero Zuccari di Sant’Angelo in Vado e dorata dai frattigiani Muzio Flori e Bernardino Sermigni.
La scelta del soggetto della pala probabilmente è espressione della spiritualità della Confraternita, all'interno della quale la devozione verso la croce era particolarmente sentita.
L'opera venne realizzata con la tecnica della pittura su tavola: il supporto della tavola è composto da sei assi di legno di pioppo assemblati a giunti vivi con andamento delle fibre disposto verticalmente, tipologia già diffusa nell'Italia centrale.
Fu posta dietro l'altare maggiore non casualmente: il Signorelli era infatti all'epoca un maestro importante ed il dipinto, bello e significativo dal punto di vista simbolico, non poteva che ornare il punto più importante della chiesa.
Il quadro è molto articolato e sono presenti ben tre scene.
La principale, quella della Deposizione, si trova in primo piano al centro. Presenta un folto gruppo di persone ai piedi della croce, non tutte identificabili. Si possono riconoscere con certezza la Maddalena, intenta a raccogliere il sangue dalle ferite del Cristo e la Vergine Maria svenuta, sorretta da due delle tre pie donne, raffigurate con la testa coperta da un velo bianco. Le quattro figure maschili possono essere viste come quattro assistenti intenti a calare il corpo di Cristo dalla croce. Uno dei più anziani, quello con il turbante, è probabilmente da identificarsi con Giuseppe di Arimatea. In primo piano vi sono due altre figure: a destra un santo che piange, da intendersi, seppur non con certezza, come Giovanni l’Evangelista; a sinistra una donna di difficile identificazione: per alcuni un'allegoria della chiesa, per i colori delle sue vesti che alluderebbero alla Trinità, per altri Sant’Elena.
La scena principale è affiancata da altre due sullo sfondo. A sinistra le tre croci sul Calvario dove sono crocifissi il buono e il cattivo ladrone, mentre la croce centrale, quella del Cristo, è vuota; sono infatti visibili le due scale appoggiate usate per rimuovere il corpo di Gesù.
A destra Giuseppe di Arimatea, la Maddalena, la Vergine Maria e altre due figure (che sono le stesse che hanno deposto Cristo dalla croce, come si nota dall'uguale tipologia) trasportano il corpo di Cristo verso il sepolcro, nella tradizionale posa di compianto. Entrambe le scene, che possono essere lette o come consecutive o come contemporanee, prendono avvio dalla figurazione centrale secondo uno schema narrativo tipico del Signorelli.
In basso, sotto la scatola della predella c'è un'iscrizione che attesta la datazione dell'opera: MD / XVI, e, in entrambi i lati di questa struttura si ripete la data (sulla sinistra c'è l'iscrizione M.CCC / CC.X / VI. e sulla destra M.CC / CCC / XV / I. Lateralmente alla predella ci sono due pilastri con motivi a candelabra tra cui figure maschili assai vigorose.
Il dipinto è stato restaurato nel 1984.

### La predella

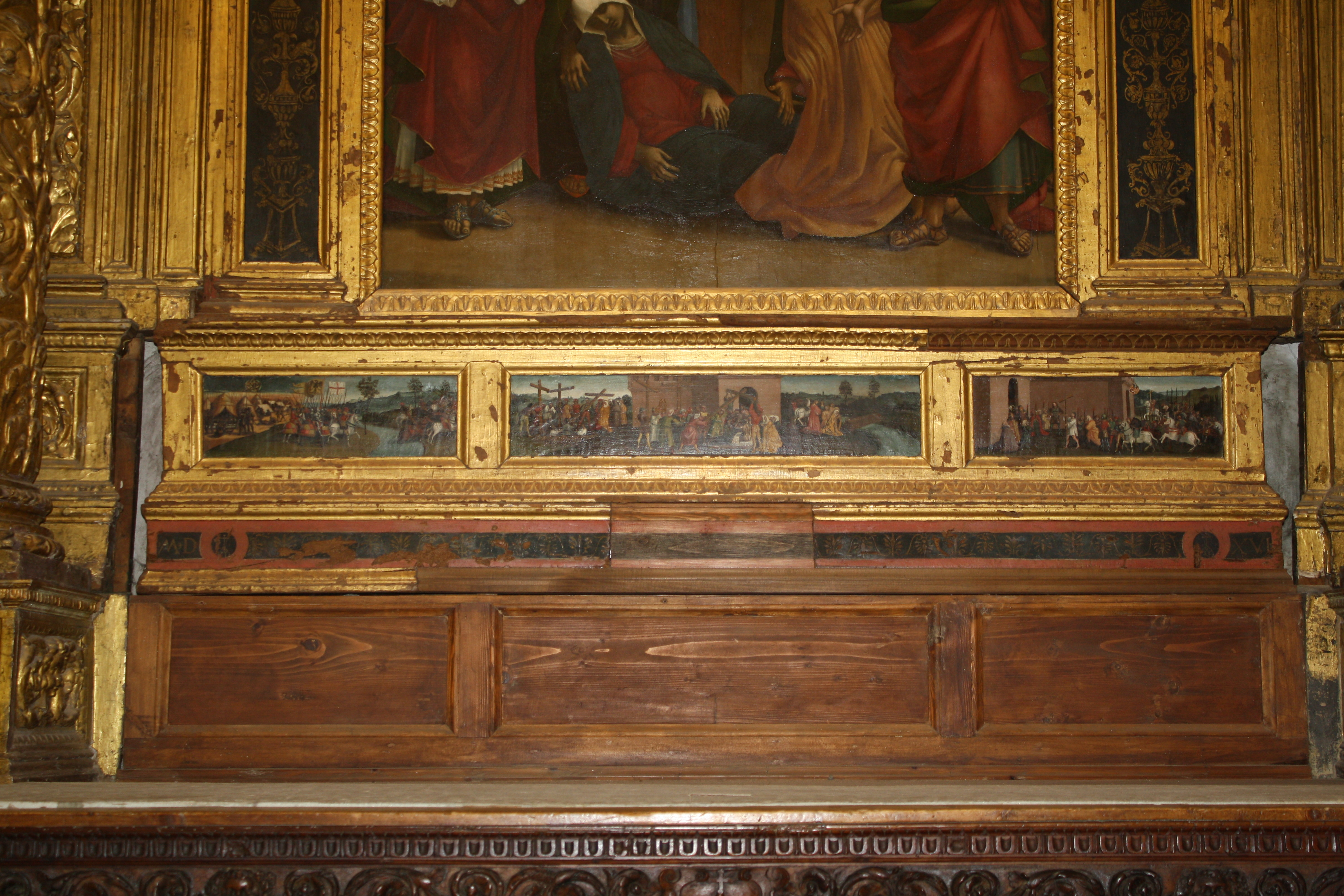
Predella

Sotto la Deposizione dalla Croce,  si trova una predella "triplata", divisa in tre sezioni nelle quali sono state rappresentate scene tratte alla Leggenda della Vera Croce, che sembrano molto appropriate per una confraternita che si fregiava di tale dedicazione. Il primo episodio viene stranamente inserito dal pittore nella tavoletta centrale sulla metà di destra e raffigura la Regina di Saba inginocchiata davanti alla Vera Croce (un tronco d'albero che serviva da ponte e che poi sarà utilizzato per costruire la croce di Cristo). A sinistra, sulla prima tavoletta, la narrazione riprende con il sogno di Costantino  e la sconfitta di Massenzio grazie all'esposizione di una croce d'oro. Al centro c'è la scoperta di Sant'Elena e la Prova della Vera Croce, riconosciuta in mezzo ad altre due perché resuscita un ragazzo morto. Il racconto ha la sua conclusione con l'ingresso dell'imperatore Eraclio  che riporta trionfante la croce a Gerusalemme. L'entrata in città è però impedita da un angelo che esorta l'imperatore a spogliarsi della sua magnificenza e presentarsi in umili vesti. Questi episodi sono stati resi popolari dalla cosiddetta Legenda Aurea di Jacopo da Varazze, un testo molto in voga nel Medioevo . Lateralmente alla predella ci sono due pilastri con motivi a candelabra, contenenti la firma dell'autore LUCAS. SIGN/ORELLUS DE-CO/RTONA PICT/OR PINGEBAT. L'iscrizione è dipinta in oro in conchiglia su un fondo blu.

### La mostra lignea

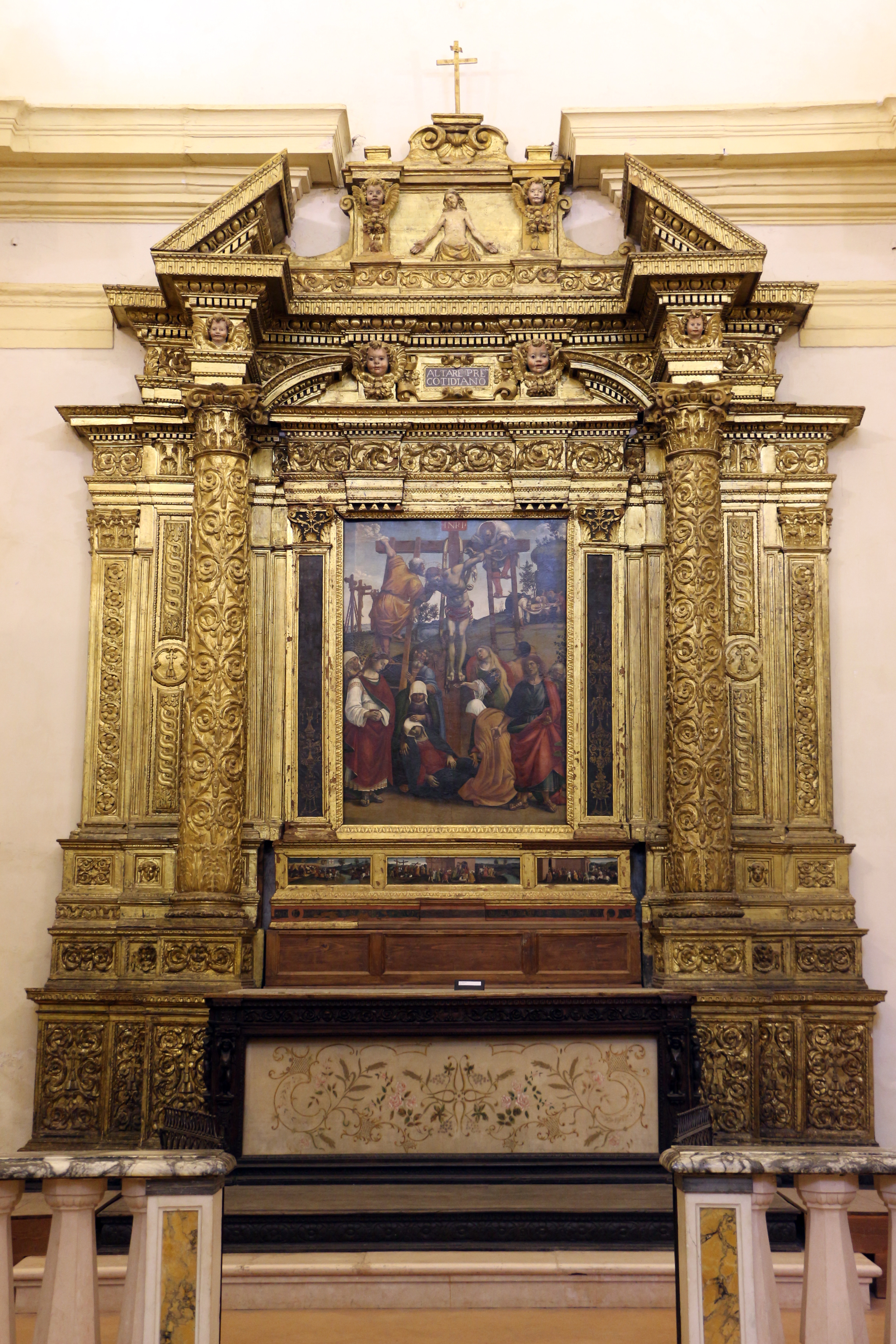
Mostra Lignea

Dalla consultazione delle antiche carte della Confraternita di Santa Croce dell'Archivio della Collegiata di Santa Maria della Reggia, si è appreso che la mostra lignea in cui è incastonata la pala signorelliana fu commissionata dalla compagnia a Giampietro Zuccari, artista marchigiano di Sant’Angelo in Vado, nel 1611. Probabilmente fu scelto Giampietro Zuccari per realizzare siffatta macchina d'altare per il legame che l'artista aveva con la Confraternita di San Francesco e la comunità francescana di Perugia.
Questa tipologia di arredo, basata su un largo uso del colore oro e di ornamenti ricchi e fastosi, sembra rispecchiare in pieno l'ideologia della Controriforma, la quale vedeva nella magnificenza dell'arte sacra un segnale di trionfo e superiorità della religione cristiano cattolica.
Giampietro Zuccari si avvalse dell'aiuto degli artisti frattegiani Muzio Flori e Bernardino Sermigni per la stesura del colore e la doratura del legno di pioppo.  Il legno di pioppo, chiamato comunemente ligne dolce, era fra le specie più utilizzate per il lavoro d'intaglio, soprattutto per la sua duttilità.
Per l'altare venne invece utilizzato il legno di noce, assai più duro ma anche più bello dal punto di vista estetico, per questo motivo l'intaglio su tale superficie non necessita di copertura con l'oro né con il colore.
La mostra contiene, nella parte più interna, la bella cornice originale, coeva alla pala del Signorelli, consentendone pertanto la conservazione fino ai giorni nostri. È questa una testimonianza importante, in quanto sono pochi gli esemplari di cornici rinascimentali giunti fino a noi.
L'imponente struttura lignea si caratterizza per un decoro rigoglioso e sfarzosamente esibito, le membrature sono ben definite e le cornici fortemente aggettanti; su un alto zoccolo decorato a racemi si ripete più volte il simbolo della Confraternita: la croce. Agli spigoli dell'altare vi sono angeli piuttosto paffuti che sostengono capitelli ionici, mentre il paliotto dell'altare in velluto è decorato con motivi floreali. Sopra l'architrave è scolpita l'immagine di Cristo risorto, dalle braccia allungate e corpo asciutto, a completamento del soggetto della pala sottostante. Sotto il Redentore, racchiuso tra due rubicondi cherubini, è inserito un cartiglio con scritta “ALTARE PR[VILEGIA]TO COTIDIANO”. Alcune foto d'epoca ci danno testimonianza anche di quattro sculture lignee che si trovavano sugli spigoli della macchina d'altare. Oggi sono mancanti e non si sa quale fine abbiano fatto.
Sempre consultando il materiale d'archivio, si può evincere che la macchina lignea doveva essere fornita di una tenda che, proprio come un sipario, celava la pala del Signorelli, sistemata dopo che la mostra lignea era stata colorata e dorata. Veniva aperta solamente in occasione di importanti festività religiose per mostrare ai fedeli la preziosa opera. L'uso teatrale delle macchine d'altare si ritrova assai di frequente sia nella realtà umbra che in quella marchigiana.
Nelle colonne sono state inoltre rinvenuti residui di cera, indizio questo che ci porta a supporre che in origine la fastosa struttura era illuminata con candele anche nella parte alta.
La mostra lignea è stata restaurata nel 1997 per consolidarne la struttura, riparare il legno dagli attacchi dei vari insetti e ripristinare alcune zone interessate dalla caduta della preparazione, del colore e della foglia d'oro.

## Le opere degli altari minori

### Predica di san Vincenzo Ferrer

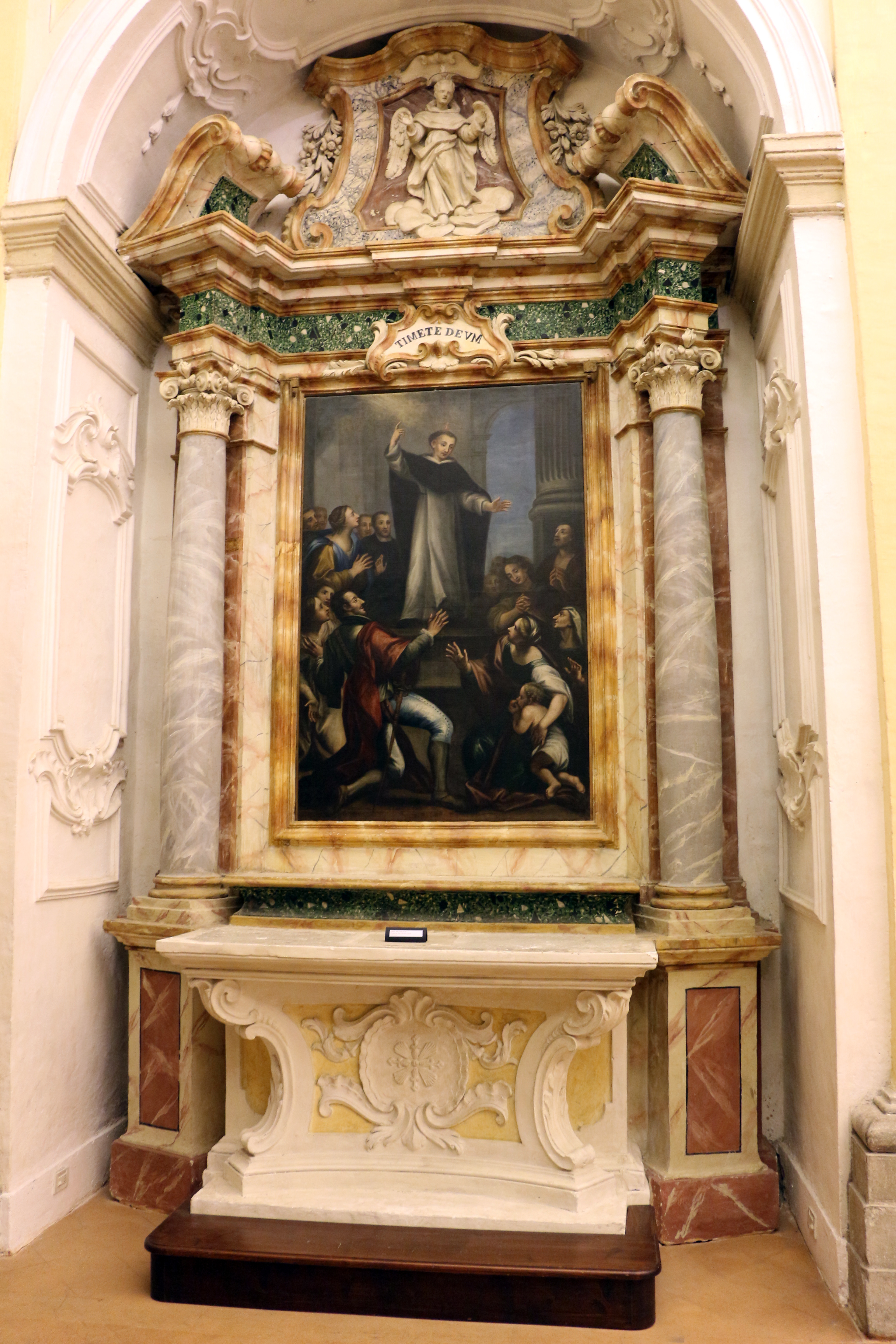
Predica di san Vincenzo Ferrer

Sulla parete di sinistra della Chiesa di Santa Croce, nel primo altare, c'è una tela rappresentante la Predica di San Vincenzo Ferrer. Costui era un frate domenicano di origine spagnola vissuto nel XIV secolo. Sulla fronte ha una fiammella, tipico attributo iconografico del santo, alludente alle sue focose predicazioni e alla sua capacità profetica. Il dipinto è riferibile a metà del 1650 ca. e l'autore è sconosciuto.

### Martirio di sant'Erasmo

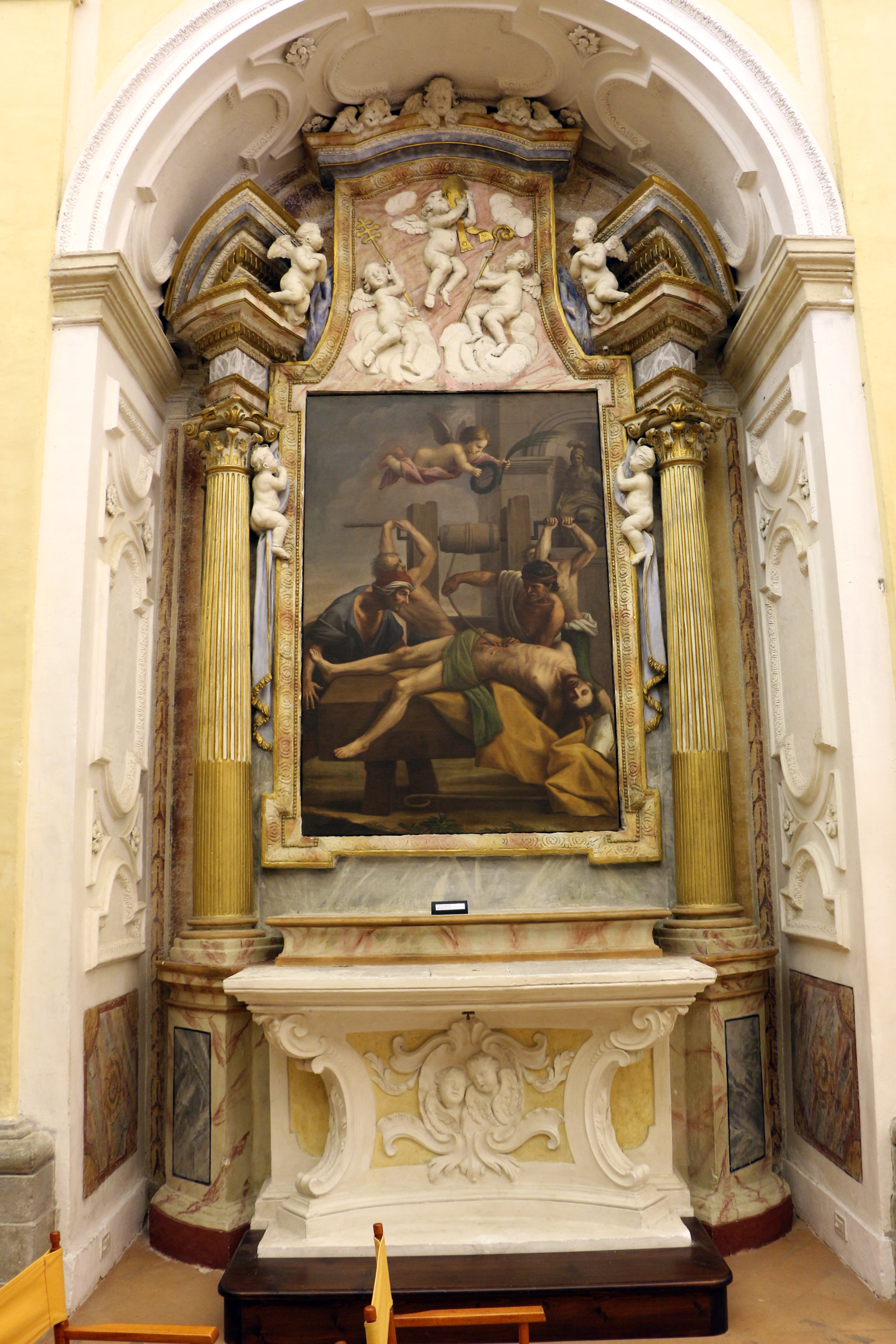
Martirio di sant'Erasmo

La tela con il Martirio di Sant’Erasmo è posta nel secondo altare di sinistra della Chiesa di Santa Croce.
È stata realizzata da mano ignota presumibilmente dopo il 1787. Nel 1786 papa Pio VI, a causa dello stato precario in cui la chiesa di Sant'Erasmo versava, stabilì che il titolo di parrocchiale fosse trasferito alla chiesa di Santa Croce. Nel 1787 il vescovo Angelelli dette esecuzione alle disposizioni papali. Commissionò inoltre una tela, a spese della diocesi, con l'immagine del santo martirizzato, principale protettore di Umbertide, a cui ora la parrocchia era intitolata, da collocare al posto di quella di San Tommaso da Villanova.
L'autore è sconosciuto, ma certamente di formazione neoclassica come rivelano sia lo stile pittorico e alcuni particolari presenti nella tela: la statua di gusto ellenico posta nella nicchia sullo sfondo e l'angioletto che porta la Corona e la Palma del martirio al santo.
Sant'Erasmo fu vescovo di Formia e nell'opera sono presenti infatti i tipici attributi vescovili: il Pastorale, la Mitra, il manto color d'oro.
Il martirio del Santo, nonostante non esistano fonti agiografiche che ne parlino, in questa tela è rappresentato così come vuole la tradizione: lo svisceramento dell'uomo con un argano azionato da due personaggi; un terzo uomo priva anch'egli il santo delle viscere mediante l'uso delle nude mani. Un quarto uomo assiste semplicemente alla scena.

### San Rocco

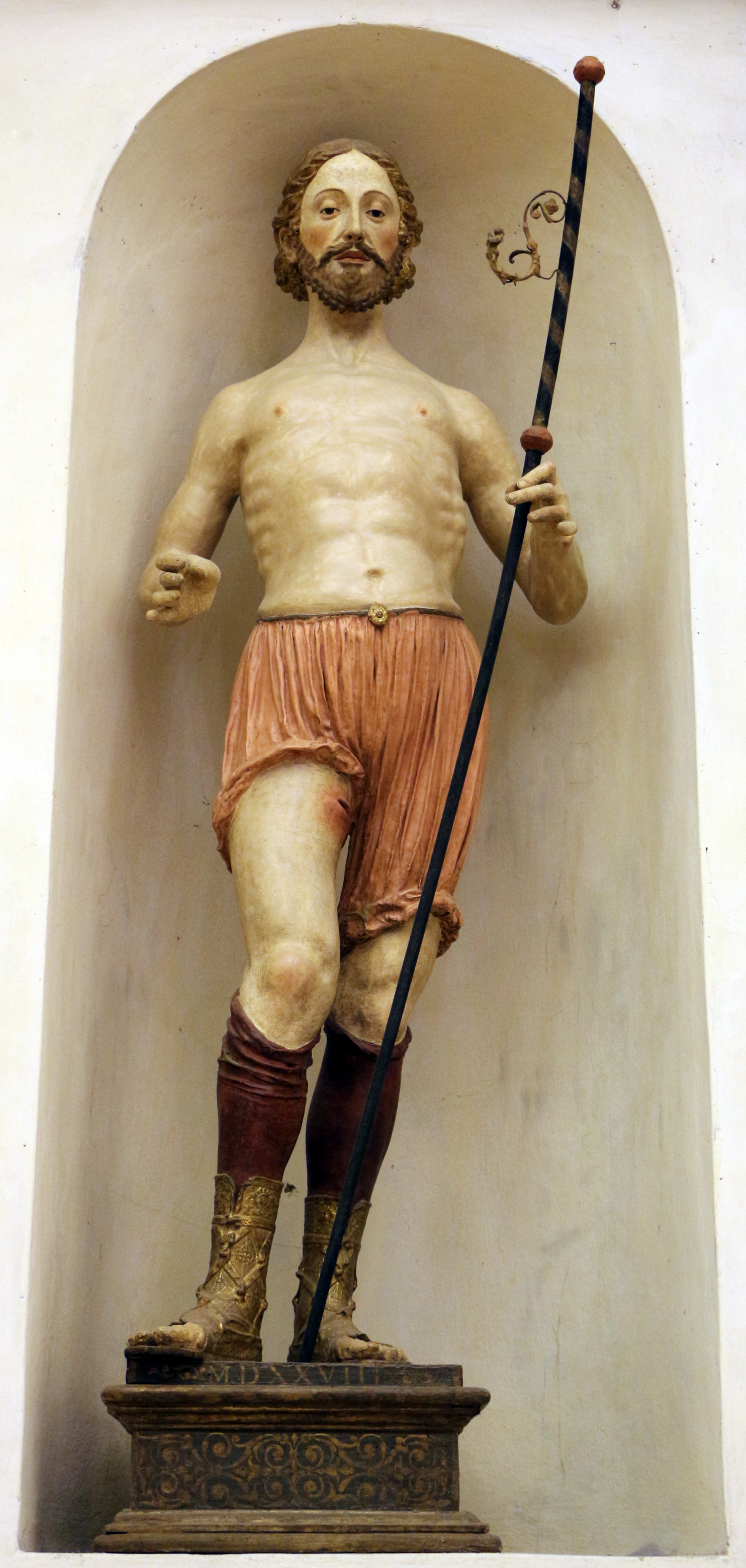
Scultura San Rocco

La scultura è del 1528 ed è opera di Nero Alberti da Sansepolcro. Proviene dalla vicina chiesa di San Francesco ed attualmente è collocata della terza cappella della parete sinistra della Chiesa di Santa Croce.
La data di realizzazione ci rimanda al periodo immediatamente successivo alla terribile pestilenza del 1527, infatti San Rocco, insieme a San Sebastiano, è invocato contro le malattie epidemiche.
Il Santo è spesso rappresentato nell'atto di scoprire la coscia, nella cui parte interna appare un bubbone, indizio del fatto che, secondo la tradizione, anche lo stesso santo contrasse il morbo, riuscendone tuttavia a guarire. Gli attributi tipici del santo sono: il mantello del pellegrino, consistente in tabarro e tabarrino, un cappello a larga tesa, il bastone, la zucca atta a contenere acqua, la conchiglia, la fiaschetta, la bisaccia e nelle mani le lancette, cioè una sorta di bisturi per incidere i bubboni allo scopo di far uscire il pus.
Il San Rocco di Santa Croce però non ha tabarro, né zucca, neppure il cappello e le conchiglie, non c'è la bisaccia, la fiaschetta e nemmeno le lancette. Ha tuttavia il bastone e i calzari da pellegrino, nonché la piaga nella coscia.
La bottega di Romano Alberti fu molto attiva in Umbria e numerose sono le immagini devozionali attribuite a lui e a ai suoi aiutanti. Una statua quasi identica, è conservata a Pergola nel Museo dei Bronzi Dorati e della città di Pergola.

### Predica di san Francesco di Paola
L'opera, collocata nel primo altare di destra a Santa Croce, è di un autore sconosciuto del XVIII secolo. Vi è rappresentato san Francesco di Paola, eremita vissuto nel XV secolo. Fondò l'Ordine dei minimi, ispirato alla regola di san Francesco ed era noto come taumaturgo, ma ai tanti miracoli affiancava un'assidua predicazione che verteva soprattutto sui temi della carità. Viene solitamente rappresentato come una anziano frate con barba bianca e abito francescano.
In questo caso è raffigurato nel momento in cui riceve da San Michele Arcangelo l'emblema della Charitas.

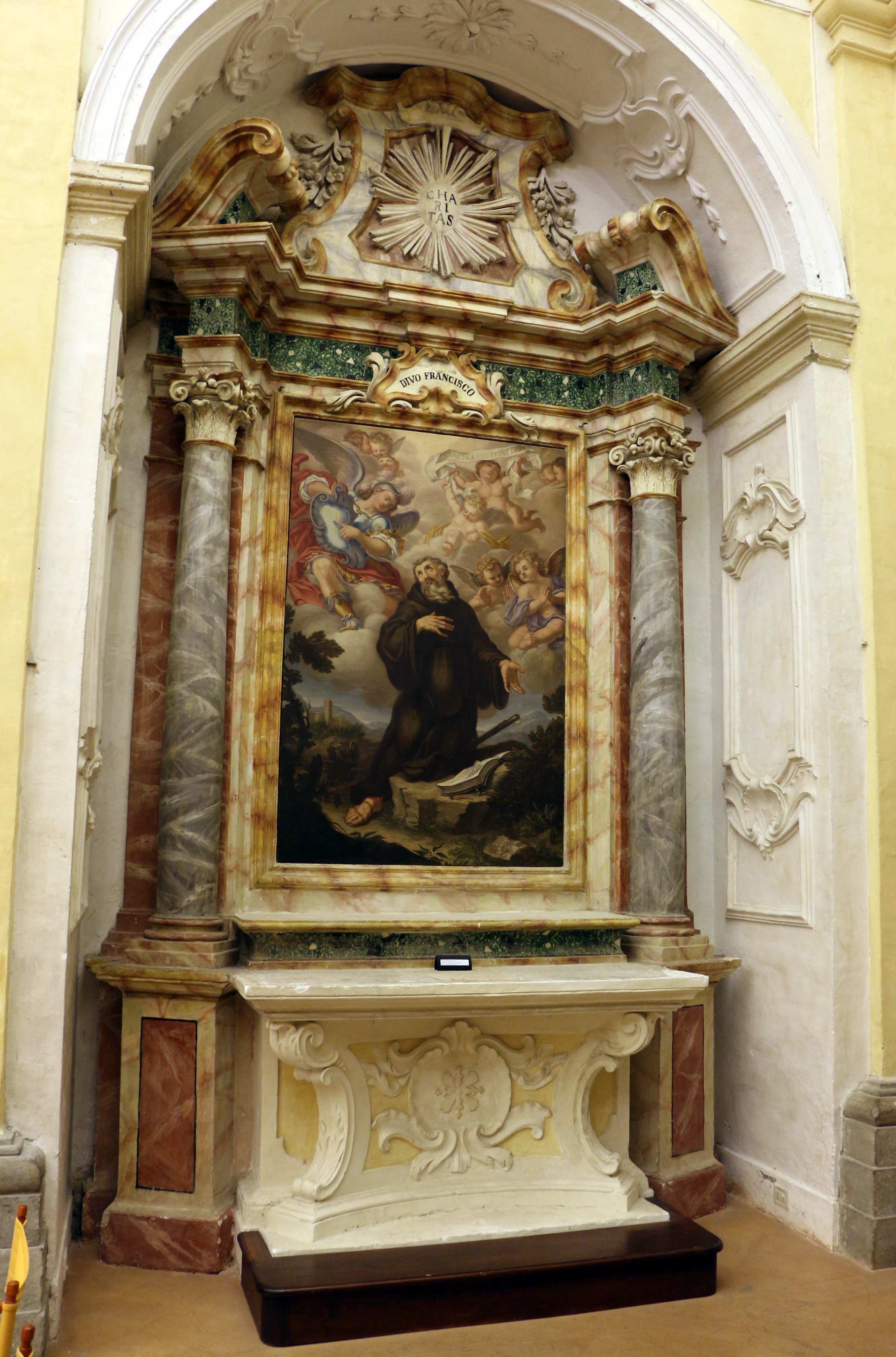
Predica di san Francesco di Paola

### La Vergine e i santi Crispino e Crispiniano
L'altare dove è posta l'opera, il secondo della parete di destra della Chiesa di Santa Croce, era dedicato alle anime del Purgatorio, ma nel 1660 la Corporazione dei Calzolai di Umbertide ne ottenne dalla Confraternita di Santa Croce l'uso perpetuo.
Dunque l'opera, raffigurante i due patroni dei calzolai e dei lavoratori del cuoio in generale ai piedi della Vergine, è riferibile al periodo immediatamente successivo. I santi raffigurati in quest'opera sono Crispino e Crispiniano, due calzolai ai piedi dei quali sono appunto rappresentati gli strumenti del mestiere.
Secondo la tradizione agiografica furono decapitati durante l'impero di Massimiano, dopo essere stati sottoposti ad atroci torture, in quanto cristiani.
L'opera è di un autore sconosciuto, ma secondo il Guerrini potrebbe essere identificato Carlo Manieri di Taranto.
Lo stile del dipinto orienta invece verso l'ambiente bolognese, in particolare guercinesco.

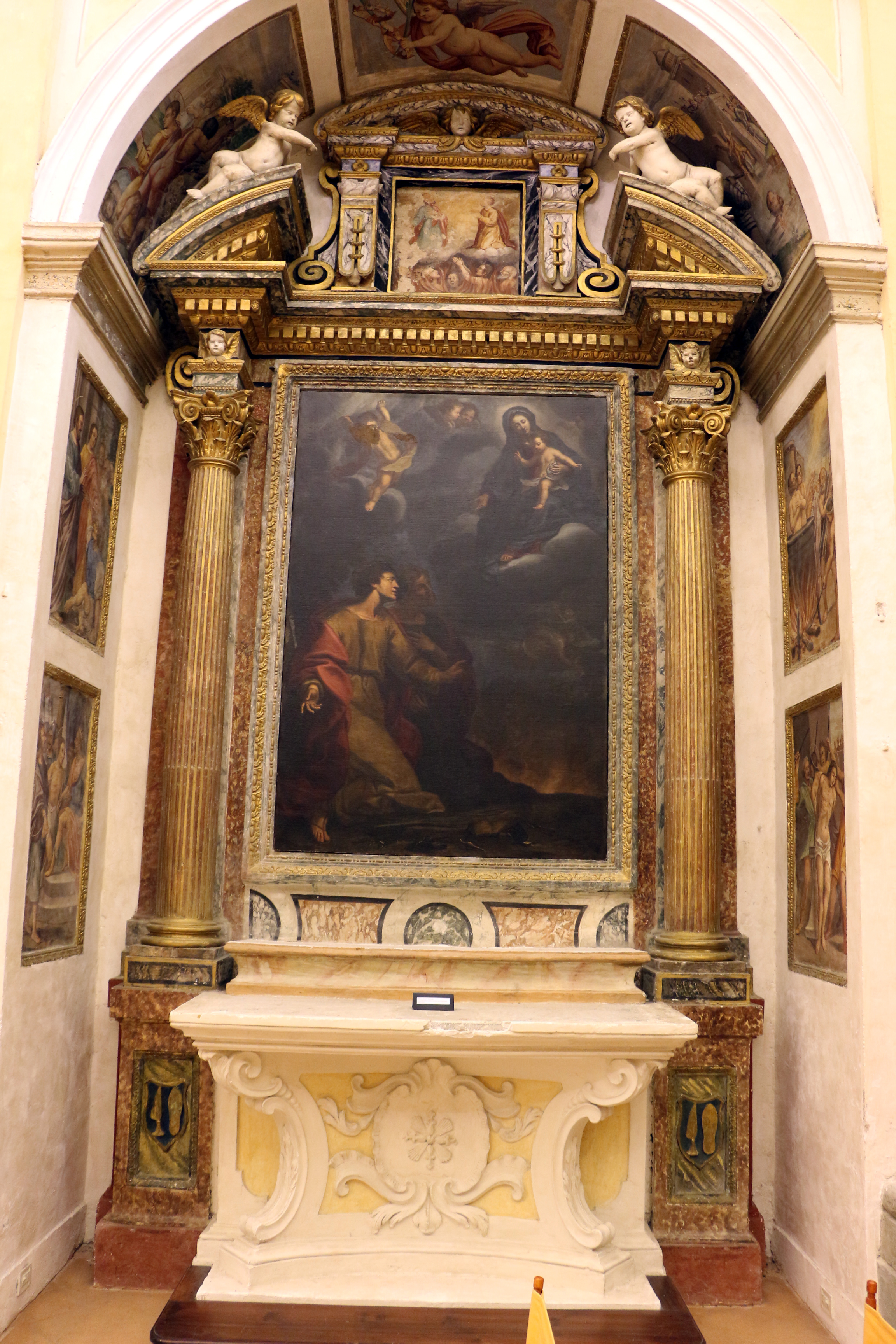
Santi Crispino e Crispiniano

### Sant'Antonio in adorazione alla Madonna

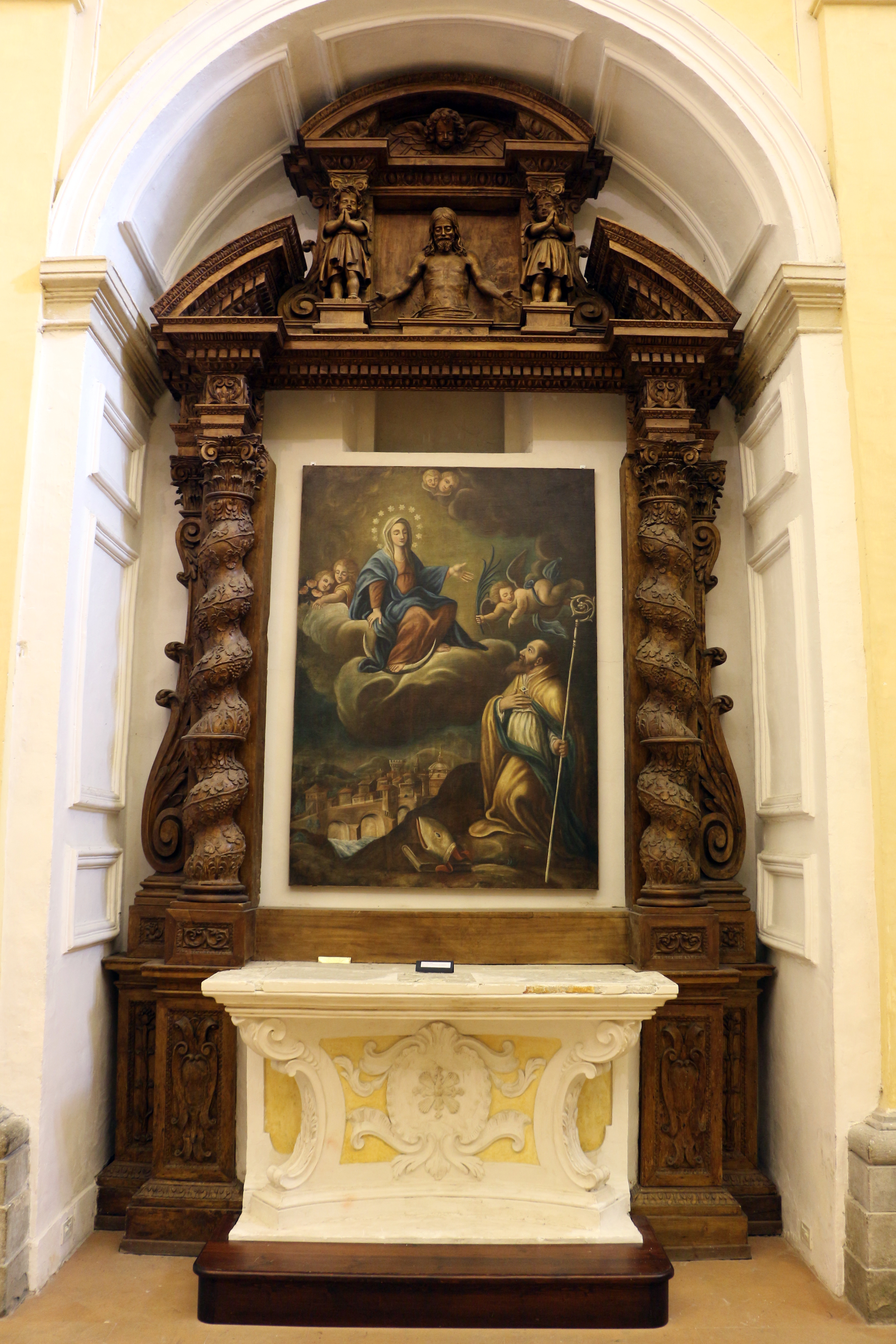
Sant'Antonio in adorazione alla Madonna

L'opera, attualmente collocata nel terzo altare della parete destra della Chiesa di Santa Croce per motivi di conservazione,  proviene dall'antica chiesa oratorio di San Bernardino: rappresenta Sant’Antonio vescovo in adorazione davanti alla Madonna. Originariamente la tela era collocata nel lato destro della chiesa, nella cappella di San Bernardino, come copertura della scultura di San Bernardino.
La cappella venne acquistata dalla Confraternita vendendo una casa di loro proprietà allo scopo di costruire la nicchia dove sarebbe poi stata collocata la statua. I documenti notarili riportano che la spesa fu di 100 fiorini d'oro. La statua di san Bernardino veniva portata in processione ogni 20 di maggio.
Sull'identità di Sant'Antonio vi è incertezza, perché alcuni studiosi lo ritengono Sant'Erasmo, protettore di Umbertide; al santo era inoltre consacrata la stessa chiesa di San Bernardino. La tela, attribuita a Bernardino Magi di Fratta, è del 1602, e rappresenta, sullo scorcio paesaggistico, la città di Umbertide: si può infatti riconoscere il castello di Fratta fortificato e il ponte sul Tevere oltre all'imponente cupola originaria della chiesa Collegiata di Santa Maria della Reggia, costruita intorno al 1500.  La cupola, esternamente rivestita di piombo, iniziò ad essere smontata nel 1619 poiché stava per crollare.
L'opera nel 2004 ha subito interventi di restauro dalla 'Tabula Picta', finanziati dalla Fondazione Cassa di Risparmio di Perugia e dal Rotary Club di Città di Castello.

## Altre opere

### L'organo

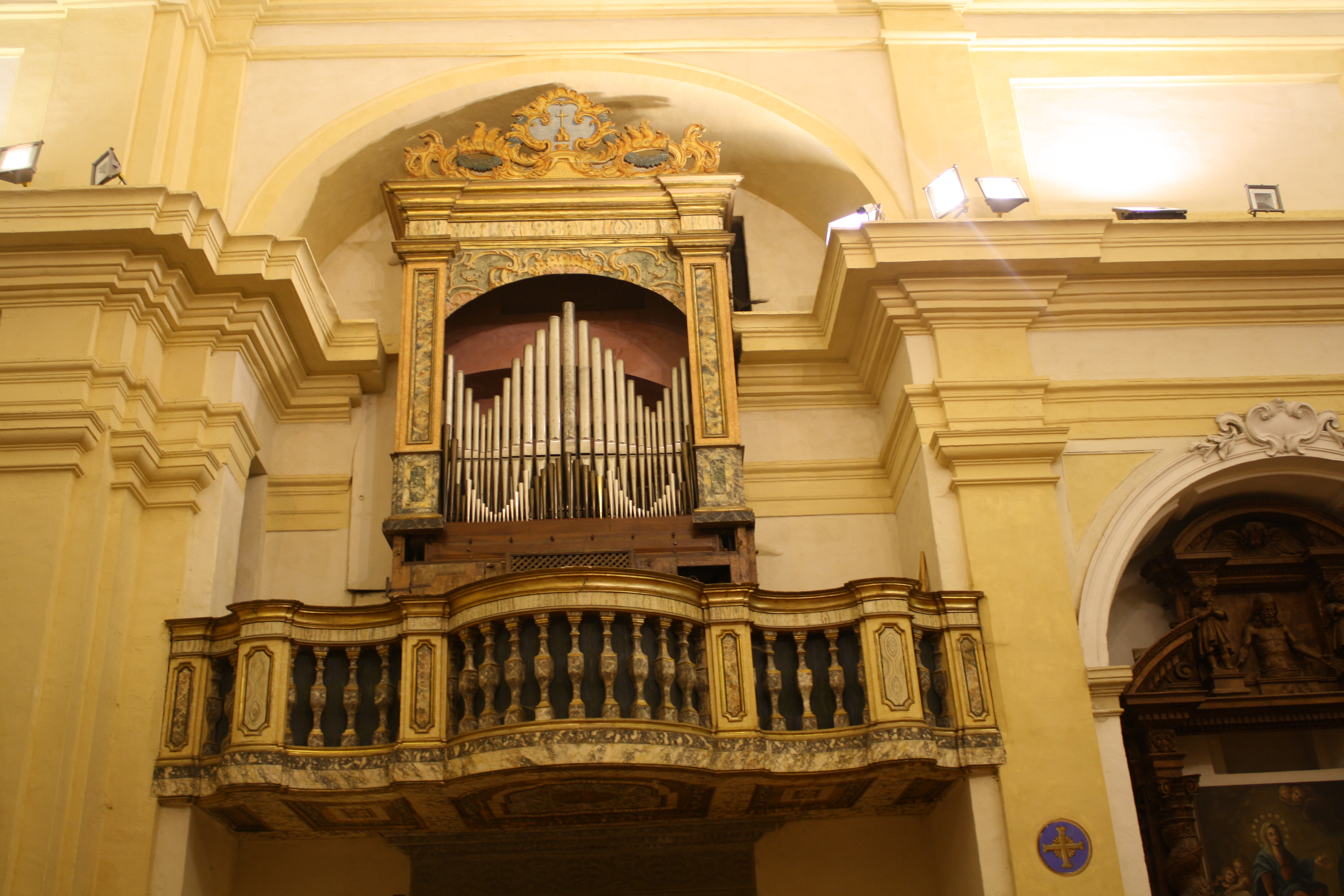
Organo Morettini

L'organo fu realizzato nel 1829 da Angelo Morettini, noto organaro perugino. A metà Ottocento subì interventi di manutenzione a cura dei fratelli Martinelli di Fratta, allievi del Morettini, che inoltre ne modificarono alcuni registri e ne ampliarono le sonorità per rispondere al gusto musicale dell'epoca.
L'organo si trova nella cantoria, nella parete destra della Chiesa di Santa Croce. La cassa ha il frontone intagliato e un dipinto raffigurante il simbolo della Confraternita di Santa Croce. La cassa dell'organo risale al 1772 ed era stata costruita per un altro strumento. Venne poi ampliata e marmorizzata nel XIX secolo. La facciata è composta di 25 canne a cuspide W con ali; le bocche sono allineate e il labbro è a scudo. La tastiera ha 50 tasti, alcuni di bosso che hanno il frontalino liscio (tasti diatonici) e tasti cromatici di ebano decorati. La pedaliera ha 12 tasti con prima ottava scavezza. La meccanica e la registratura non sono originali, così come non lo sono le tube di latta delle trombe basse e quelle di ottone delle trombe soprane.
All'interno della secreta compaiono delle iscrizioni. A penna su carta si trova: la data 1831, il nome Morettini e l'indicazione Fratta.
Nel 1998, in occasione dell'apertura del Museo Civico, l'organo è stato restaurato.

## Le opere nella sacrestia

### Madonna col Bambino in gloria tra angeli e santi

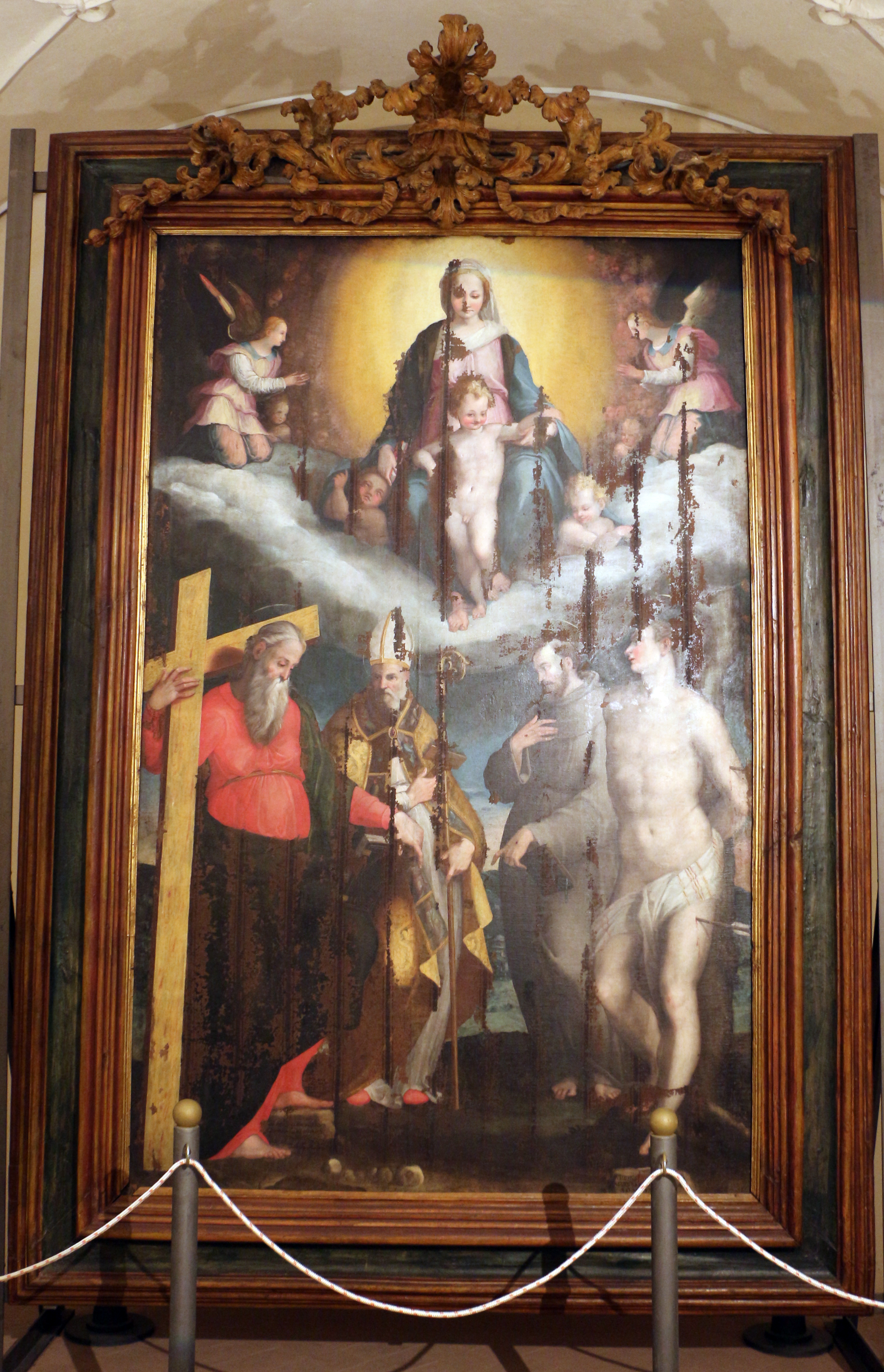
Madonna col Bambino in gloria tra angeli e santi

L'opera con la “Madonna col Bambino e i Santi Andrea apostolo, Biagio vescovo, Francesco e Sebastiano”, fu dipinta da Niccolò Circignani nel 1577 e rappresenta,  in alto la Vergine in beatitudine con il Bambino circondata da Angeli, mentre, nella parte inferiore quattro santi.
L'opera era collocata nell'altare maggiore della chiesa di San Francesco, dedicato a Sant'Andrea: tale notizia è riportata in un manoscritto del XVIII secolo da Costantino Magi. Successivamente l'opera viene citata all'interno della chiesa da Mariano Guardabassi, nell'Indice-guida. La tela è rimasta sull'altare maggiore fino al 1906. Da lì venne portata nella cappella dei conti Ranieri, l'ultima della navata sinistra, sempre nella medesima chiesa. Successivamente l'opera è ricordata da Adolfo Venturi, da Umberto Gnoli e da Fiorenzo Canuti.
L'opera è stata trasferita nel 1999 nel Museo di Santa Croce per motivi legati alla sua conservazione.
Diversi sono stati gli interventi di restauro a causa del deterioramento provocato dai fumi dei candelabri accesi davanti all'altare maggiore della chiesa di San Francesco. Lungo il bordo inferiore della tela c'è la firma dell'autore, la datazione ed il nome del committente NOCOLAUS CIRCIGNANUS D(E) POMARA(N)CIO PI(N)GEBAT SU(M)PTIBUS S(R). CHRISTOPHORI MARTI(N)ELLI DE FRACTA A(NNO) D(OMINI) MDLXXVII.
L'autore dell'opera, Nicolò Circignani, è detto il Pomarancio dal nome del borgo dove nacque, Pomarance o Ripomarance.
Il committente dell'opera, Cristoforo Martinelli, era un personaggio importante della comunità di Fratta (antico nome dell'odierna Umbertide).  Nel 1612 figura come rettore dell'antica chiesa di San Giovanni, racchiusa all'interno delle mura cittadine e dipendente dalla parrocchia di Sant'Andrea.
Questo fatto può spiegare anche la posizione principale, alla destra della Vergine, che l'apostolo martire occupa. Pomarancio, nel delineare l'opera, si è ispirato ad un illustre collega parmense, il Parmigianino. autore della Madonna con il Bambino e i santi Giovanni Battista e Girolamo, realizzata per la tifernate Maria Bufalini a Roma tra il 1526 e il 1527 e oggi conservata a Londra alla National Gallery. Il Pomarancio ne ha certamente recuperato alcuni elementi stilistici, come la tendenza ad allungare le figure, visibile specie nella figura slanciata del Bambin Gesù. Risulta tuttavia essere ben più spontaneo e naturale nell'espressione dei sentimenti,  basti osservare il sorriso dolce ed affettuoso del Fanciullo. I Santi hanno qui la funzione di intercessori presso la Madonna e il Bambino e sono riconoscibili in base ai propri attributi iconografici tradizionali, conformemente agli ideali di chiarezza e di semplificazione iconografica ricercati dalla Controriforma. Il primo, da sinistra, è Sant'Andrea apostolo, raffigurato in abiti semplici, che porta con sé la croce simbolo del suo martirio, al suo fianco c'è San Biagio, in abito vescovile in quanto vescovo di Sebaste, che tiene in mano il pettine usato dai cardatori di lana, strumento con cui venne torturato. A seguire c'è San Francesco, fondatore dell'ordine dei francescani, con le stigmate, mentre l'ultimo sulla destra è San Sebastiano, che si convertì tardi al cristianesimo, ma traditosi venne martirizzato a colpi di freccia. Tra i santi è interessante soprattutto l'iconografia di Sant'Andrea, che viene rappresentato con una croce latina invece di una croce decussata.
La fisionomia di Sant'Andrea tramandata nella pittura è quella di un uomo di età avanzata, naso allungato, barba grigia e occhi penetranti. Il Santo, come tutti gli apostoli, indossa un mantello ed una tunica rialzata.
L'opera (290 x 190 cm) è stata realizzata con la tecnica dell'olio su tela: sono stati utilizzati pigmenti legati con “medium” a base oleo-resinosa applicati su supporto in tessuto. L'opera è stata restaurata nel 2007 da Lucia Fabbro e Simone Mancini.